# Политыки
Политыки — деревня в Невельском районе Псковской области России. Входит в состав сельского поселения «Артёмовская волость».

## География
Находится в 2 верстах к северо-востоку от деревни Кошелёво.

## Население
Численность населения деревни на конец 2000 года составляла 6 жителей.